# Recha Jungmann
Recha Jungmann (* 18. Oktober 1940 in Bad Kreuznach) ist eine deutsche Filmregisseurin, Drehbuchautorin, Kamerafrau, Schauspielerin und Filmproduzentin.
Jungmann gilt als eine der frühen Filmemacherinnen des Neuen Deutschen Films.

## Biografie
Jungmann studierte von 1956 bis 1959 an der Hochschule für Musik und Theater in Hannover und arbeitete anschließend als Schauspielerin am Schauspielhaus Frankfurt, am Forum-Theater Berlin, an der Komödie in Kassel und am Theater 44 München. Von 1964 bis 1966 studierte sie Film an der Hochschule für Gestaltung in Ulm (hfg Ulm), u.a bei Alexander Kluge und Edgar Reitz. Ihre ersten Dokumentar- und Kurzfilme liefen bereits auf internationalen Filmfestivals, so wurde Two Right, Two Left, Drop One auf dem Womens Filmfestival in Toronto und Etwas tut weh (1980) beim Filmfestival Rotterdam uraufgeführt. Letzterer lief auch im Forums-Programm auf der Berlinale 1980 und ihr anschließender Spielfilm Zwischen Mond und Sonne wurde auf der Berlinale uraufgeführt.
Ende der 1970er arbeitete sie als Autorin und Regisseurin beim ZDF und in den 1990er Jahren realisierte sie Fernsehdokumentationen für öffentliche Rundfunkanstalten. Außerdem arbeitete sie als Autorin für den Hessischen Rundfunk und entwickelte Drehbücher für TV-Spielfilme und Magazinbeiträge.

## Privates
Recha Jungmann lebt in Frankfurt am Main. Mit Lothar Spree hat sie einen Sohn, Titus Spree.

## Filmografie (Auswahl)
- 1968: Renate (Dokumentarfilm)
- 1972: Two Right, Two Left, Drop One (Kurzfilm)
- 1980: Etwas tut weh
- 1981: Zwischen Mond und Sonne
- 1982: Unsere Mütter, unsere Väter (Dokumentar-Spielfilm)